# Боголюбов Володимир Миколайович
Володимир Миколайович Боголюбов (нар. 5 серпня 1949, Глухів, Сумська область) — український еколог, учений у галузі екологічної освіти та освіти для сталого розвитку. Доктор педагогічних наук, професор, доцент. Академік Академії наук вищої школи України за науковим відділенням педагогіки та психології (2018). Індекс Гірша — 9.

## Біографія
Володимир Миколайович Боголюбов народився 5 серпня 1949 року в місті Глухів Сумської області Української РСР.
Закінчив Київський політехнічний інститут у 1973 році за спеціальністю гідропневмоавтоматика і гідропривід. Навчався в аспірантурі Українського науково-дослідному інституті механізації та електрифікації сільського господарства.
У 1987 році захистив кандидатську дисертацію на тему «Автоматизація управління швидкістю руху трактора-робота», а докторську дисертацію 2014 року на тему «Теоретичні і методичні засади формування професійної компетентності майбутніх екологів в умовах переходу до сталого розвитку суспільства».
Працював доцентом: кафедри загальнотехнічних дисциплін Тернопільського державного педагогічного університету (1990-1995), кафедри екології Національного університету «Києво-Могилянська академія» (1996-2003), кафедри загальної екології та безпеки життєдіяльності НУБіП України (2004-2014). У 2003-2004 роках — виконувач обов'язків завідувача кафедри агроекології Національного аграрного університету України. Також професором (НУБіП України) кафедри загальної екології та безпеки життєдіяльності (2014-2016) та кафедри загальної екології, радіобіології та безпеки життєдіяльності (з 1 липня 2021). У 2016-2021 роках працював у тому ж закладі освіти завідувачем кафедри загальної екології, радіобіології та безпеки життєдіяльності.
Був експертом: програми USAID/AED з розробки реєстру забруднюючих речовин, стажувався у США (2001), українсько-голландської програми з розробки місцевих планів дій з охорони довкілля (2001-2002); Проєкту ПРООН/ГЕФ «Інтеграція положень конвенцій Ріо у національну політику України» (014-2015).

## Наукова діяльність
Автор 240 публікацій, має 4 авторські свідоцтва. Підготував одного кандидата технічних наук.

### Основні монографії
1. Сталий розвиток суспільства: соціально-екологічні аспекти формування професійної компетентності магістрів-екологів: Монографія. – Херсон: Олді-плюс, 2013.
2. Боголюбов В.М. Реалізація принципів сталого розвитку при підготовці фахівців з технологій захисту навколишнього середовища / Сталий розвиток — ХХІ століття: управління, технології, моделі. Дискусії 2017: колективна монографія // за наук. ред. проф. Хлобистова Є.В. — Київ, 2017. — 546 с. – (С. 375-383).
3. V. Bogoliybov, D. Pavlenko, O. Katsero, O. Petrovska. STRATEGIC ASPECTS OF REFORMING HIGHER EDUCATION SYSTEMS FOR SUSTAINABLE DEVELOPMENT/ Business Management, Economics and Social Sciences: Collection of scientific articles. - Agenda Publishing House, Coventry, United Kingdom, 2019. - 192 p. (рр.157-162).

### Авторські курси
- «Стратегія сталого розвитку»
- «Моніторинг довкілля»
- «Основи екології»
- «Техноекологія»

### Підручники
- «Стратегія сталого розвитку»
- «Моделювання і прогнозування стану довкілля»
- «Моніторинг довкілля»
- «Загальна екологія»
- «Техноекологія»

## Членство
- Член спеціалізованої наукової ради Д 26.004.18 член оргкомітету V — VIII Міжнародних з'їздів екологів
- Учений секретар НМК з екології (2000-2004)
- Заступник голови НМК з екології (2004-2015)
- Член робочих груп Міністерства освіти і науки України з розробки Галузевих стандартів ВО з напрямку «Екологія, охорона навколишнього середовища і збалансоване природокористування»

## Нагороди
- Нагрудний знак МОН України «Відмінник освіти»